# سیفورث (مینه‌سوتا)
سیفورث، مینه‌سوتا (به انگلیسی: Seaforth, Minnesota) یک شهر در ایالات متحده آمریکا است که در شهرستان ردوود، مینه‌سوتا واقع شده‌است.

## خصوصیات
سیفورث ۲٫۶۲ کیلومترمربع مساحت و ۸۶ نفر جمعیت دارد و ۳۲۱ متر بالاتر از سطح دریا واقع شده‌است.